# Giacomo Vuxani
Giacomo Vuxani (Borgo Erizzo, 20 luglio 1886 – Trieste, 7 aprile 1964) è stato un politico e patriota italiano.

## Biografia
Nato da Simeone Vukich e Domenica Caruz nel sobborgo albanese di Zara noto come Borgo Erizzo (Arbanasi), compiuti gli studi medi classici s'iscrisse nel 1910 ai corsi della Facoltà di Giurisprudenza dell'Università di Graz.
Dal 1916 al 1918 venne destinato al Comando d'operazioni dell'esercito austroungarico in Albania dove espletò le funzioni di interprete.
Nel maggio 1919, assunse servizio nella Prefettura di Zara e sempre in quell'anno partecipò all'Impresa di Fiume come volontario.
Nel 1930 ottenne la riduzione del cognome alla forma italianizzata "Vuxani" ai termini del art. 2 del R. decreto-legge 10 gennaio 1926, n.17.
Nel 1937 fu nominato cavaliere dell'Ordine della Corona d'Italia.
Il governo italiano lo inviò in Albania nel 1940 in missione organizzativa e nel 1942 assunse presso il Ministero della Terre Liberate, retto da Ekrem Vlora, le mansioni di Consigliere permanente.
Il 16 aprile 1943 riprese servizio presso la Prefettura di Zara. Quando i bombardamenti aerei Angloamericani del 16 e 30 dicembre 1943 rasero al suolo gran parte della città, Vuxani, rimase al suo posto in qualità di Commissario Prefettizio al Comune e si prodigò alla assistenza della popolazione.
Il 28 ottobre 1944, il prefetto Bruno Coceani da Trieste ritrasmise a Zara il telegramma con cui il Ministero dell'interno di Salò ordinava al Capo della Provincia Serrentino l'abbandono della città e Vuxani rimase l'ultima autorità italiana di Zara, che venne occupata dalle truppe jugoslave il 31 ottobre 1944.
Arrestato il giorno dopo, fu processato più volte e condannato a morte, ma alla fine i partigiani decisero di liberarlo consegnandolo alla vigilia di Natale a suo genero Giovanni Minak.
Appena libero, contro ogni prudenza, continuò a curarsi della popolazione italiana e a seguito dei suoi coraggiosi interventi rimpatriarono nel gennaio - giugno 1947 circa 950 italiani di Zara.
Ottenuto nel 1948 il decreto di cittadinanza italiana, a seguito delle opzioni previste dal Trattato di Pace, rientrò in Italia portando con sé il Gonfalone di Zara e, dopo un breve periodo nel campo profughi di Massa, riprese servizio presso la Prefettura di Ferrara e in seguito presso quella di Trieste fino al 1955.